# Elektriciteitscentrale Niederaußem
Elektriciteitscentrale Niederaußem (Kraftwerk Niederaußem) ligt in Bergheim-Niederaußem in deelstaat Noordrijn-Westfalen naast de gesloten bruinkoolgroeve Fortuna-Garsdorf.
De brandstof bruinkool komt van dagbouw uit de Rheinisches Braunkohlerevier. Tot de centrale behoort de op een na hoogste koeltoren (200m) in de wereld en hoogste van Europa. Blok K is van het type Braunkohlekraftwerk mit optimierter Anlagentechnik (BoA 1). BoA 2&3 staan bij Elektriciteitscentrale Neurath. Op 9 juni 2006 was er een grote brand in blok H van de centrale.
| blok      | netto vermogen in MW | in gebruiksname | stillegging |
| --------- | -------------------- | --------------- | ----------- |
| A         | 150                  | 1963            | 2012        |
| B         | 150                  | 1963            | 2012        |
| C         | 300                  | 1965            |             |
| D         | 300                  | 1968            | 2020        |
| E         | 300                  | 1970            | 2018        |
| F         | 300                  | 1971            | 2018        |
| G         | 640                  | 1974            |             |
| H         | 640                  | 1974            |             |
| K (BoA 1) | 1000                 | 2002            |             |

## Externe link

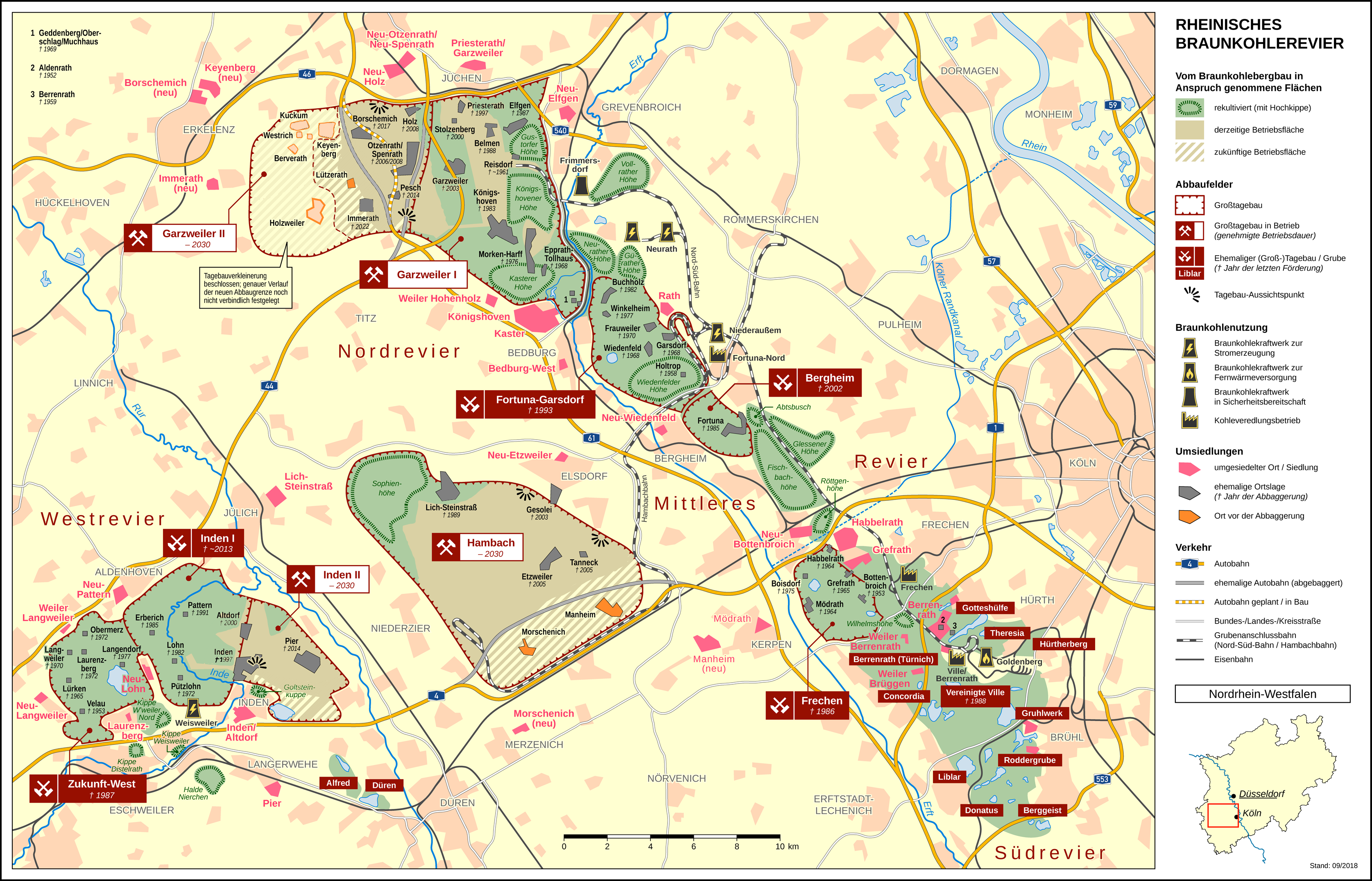
overzicht van Rheinisches Braunkohlerevier
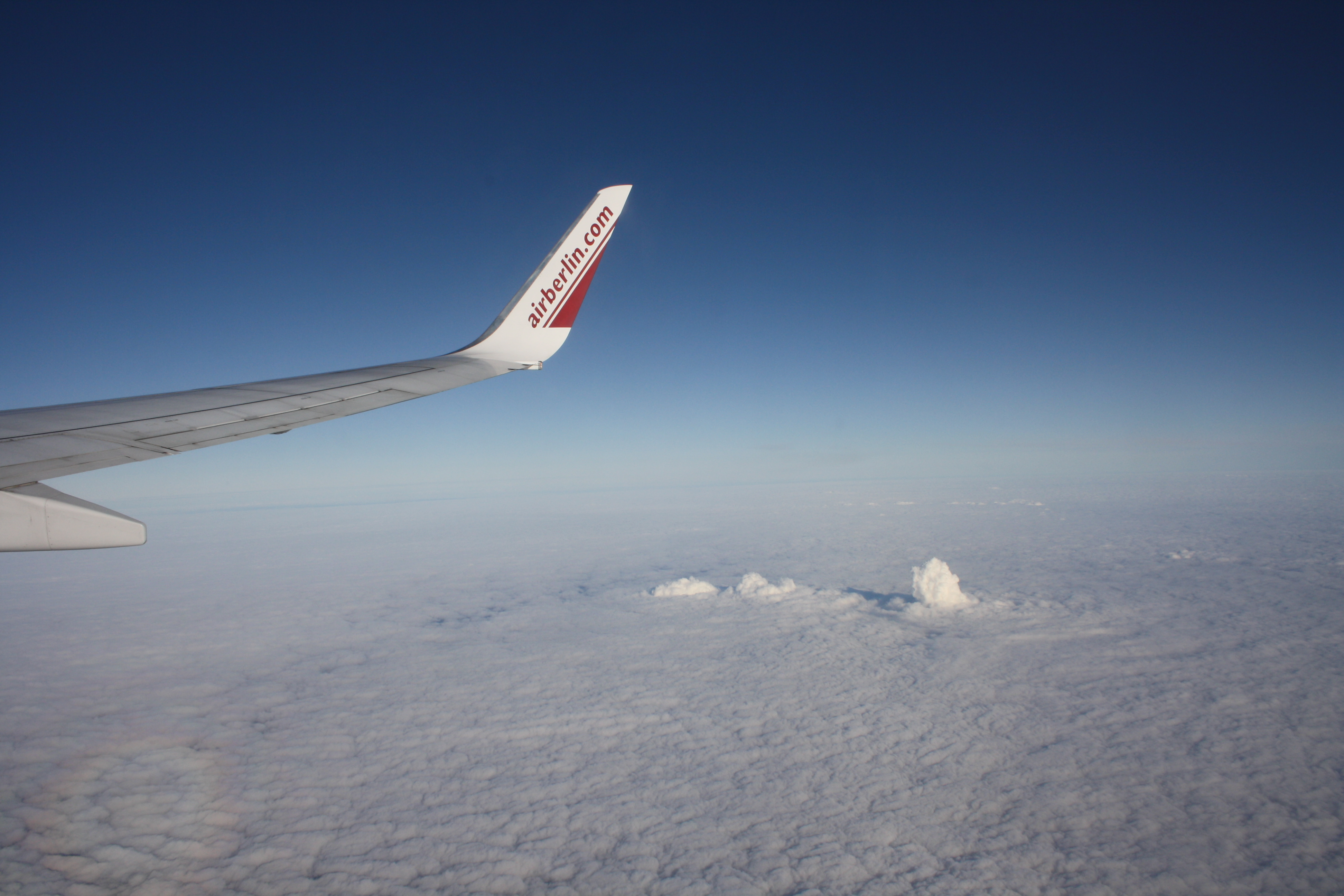
verstoring in het wolkendek door energiecentrales Frimmersdorf, Neurath en Niederaußem